# Rose d'Or
Rose d'Or, Guldrosen, er en tv-festival i Schweiz, der har fundet sted siden 1954.
Frem til 2003 fandt festivalen sted i Montreux og er derfor også kendt som Montreuxfestivalen. Siden 2004 er festivalen dog blevet afholdt i Luzern. Frem til 2003 uddeltes desuden Sølvrosen og Bronzerosen.
Blandt vinderne af prisen i 2006 var Deal No Deal og Paradise Lost. Den britiske tv-serie Little Britain har vundet priser i både 2004 og 2005. Tidligere har også Mr. Bean vundet Guldrosen.